# Paranthura elegans
Paranthura elegans là một loài chân đều trong họ Paranthuridae. Loài này được Menzies miêu tả khoa học năm 1951.